# Mothership Connection
Az 1975-ös Mothership Connection a Parliament negyedik nagylemeze, ezt tartják az együttes legjobb lemezének. Ez a koncepcióalbum a P Funk mitológián alapszik.
2003-ban a VH1 Minden idők legjobb albumai listáján az 55. lett, ugyanebben az évben a 274. helyre került a Rolling Stone magazin Minden idők 500 legjobb albuma listáján. 2020-ban a lista 363. helyét érte el. Az album bekerült az 1001 lemez, amit hallanod kell, mielőtt meghalsz könyvbe is.

## Az album dalai
|    | Cím                                             | Szerző(k)                                        | Hossz |
| -- | ----------------------------------------------- | ------------------------------------------------ | ----- |
| 1. | P. Funk (Wants to Get Funked Up)                | Geroge Clinton, William Collins, Bernard Worrell | 7:41  |
| 2. | Mothership Connection (Star Child)              | Clinton, Collins, Worrell                        | 6:13  |
| 3. | Unfunky UFO                                     | Clinton, Collins, Garry Shider                   | 4:23  |
| 4. | Supergroovalisticprosifunkstication             | Clinton, Collins, Shider, Worrell                | 5:03  |
| 5. | Handcuffs                                       | Clinton, Glen Goins, John McLaughlin             | 4:02  |
| 6. | Give Up the Funk (Tear the Roof off the Sucker) | Clinton, Collins, Jerome Brailey                 | 5:46  |
| 7. | Night of the Thumpasorus Peoples                | Clinton, Collins, Shider                         | 5:10  |

| 8. | Star Child (Mothership Connection) (promóverzió) | Clinton, Collins, Worrell | 3:08 |

## Helyezések és eladási minősítések

### Album
| Év   | Lista (Billboard) | Helyezés |
| ---- | ----------------- | -------- |
| 1976 | Pop Albums        | 13       |
| 1976 | R&B Albums        | 4        |

### Kislemezek
| Év   | Kislemez                                        | Lista (Billboard) | Helyezés |
| ---- | ----------------------------------------------- | ----------------- | -------- |
| 1976 | Tear The Roof Off The Sucker (Give Up The Funk) | Pop Singles       | 15       |
| 1976 | Tear The Roof Off The Sucker (Give Up The Funk) | R&B Singles       | 5        |

### Eladási minősítések
| Ország                  | Minősítés | Dátum                |
| ----------------------- | --------- | -------------------- |
| Egyesült Államok (RIAA) | platina   | 1976. szeptember 20. |

## Közreműködők

### Ének, taps
- George Clinton
- Calvin Simon
- Fuzzy Haskins
- Ray Davis
- Grady Thomas
- Garry Shider
- Glen Goins
- Bootsy Collins
- Gary Cooper
- Debbie Edwards
- Taka Kahn
- Archie Ivy
- Bryna Chimenti
- Rasputin Boutte
- Pam Vincent
- Debra Wright
- Sidney Barnes

### Fúvós hangszerek (kürtök)
- Fred Wesley
- Maceo Parker
- Michael Brecker
- Randy Brecker
- Boom
- Joe Farrell

### Gitár
- Garry Shider
- Michael Hampton
- Glen Goins
- Bootsy Collins

### Basszusgitár
- Bootsy Collins
- Cordell Mosson

### Dob és ütőhangszerek
- Tiki Fulwood
- Jerome Brailey
- Bootsy Collins
- Gary Cooper

### Billentyűk, szintetizátor
- Bernie Worrell

## Fordítás
Ez a szócikk részben vagy egészben a Mothership Connection című angol Wikipédia-szócikk ezen változatának fordításán alapul.  Az eredeti cikk szerkesztőit annak laptörténete sorolja fel. Ez a jelzés csupán a megfogalmazás eredetét és a szerzői jogokat jelzi, nem szolgál a cikkben szereplő információk forrásmegjelöléseként.